# Help! (Lied)
Help! (englisch für: Hilfe!) ist ein Lied der britischen Rockband The Beatles aus dem Jahr 1965. Es ist das Titelstück des zweiten Spielfilms der Gruppe Hi-Hi-Hilfe! und wurde als Single und auf den Soundtrackalben zum Film veröffentlicht. Komponiert wurde das Lied von John Lennon und Paul McCartney unter dem gemeinsamen Copyright Lennon/McCartney. Die Single war weltweit in den Hitparaden erfolgreich und erreichte unter anderem in den USA und in Großbritannien den ersten Platz. In Deutschland war ein zweiter Rang die höchste Platzierung.

## Entstehung

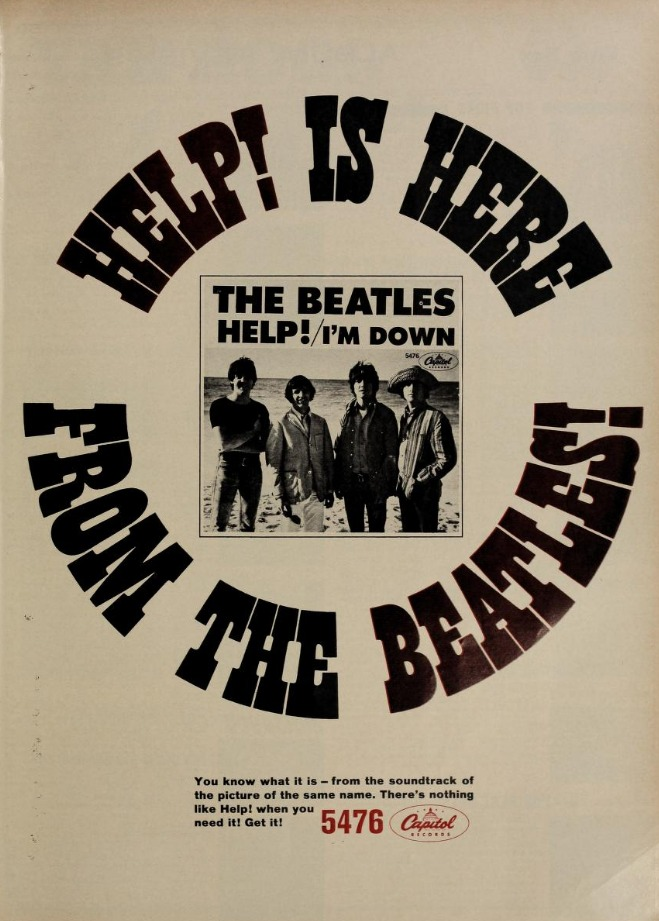
US-amerikanisches Werbebild für die Single Help!

Help! entstand unter dem Druck, einen Titelsong für den zweiten Spielfilm der Beatles komponieren zu müssen. Während Regisseur Richard Lester für den Rest des Soundtracks auf zuvor produzierte Lieder zurückgreifen konnte, entstand Help! als letztes Lied für den Film. Dies lag daran, dass der Arbeitstitel für den Film lange Zeit Eight Arms to Hold You lautete. Weder Lennon noch McCartney fiel dazu ein passendes Lied ein. Erst als Lester auf seinen ursprünglichen Wunschtitel Help für den Film zurückkam, sprang der Funke über und kurz darauf hatte Lennon die passende Idee für das Stück.
Paul McCartney erinnerte sich später an die Ausarbeitung in Lennons Haus in Weybridge, wobei er seinem Partner die Grundidee zuschrieb und seinen eigenen Anteil mit 30 Prozent bezifferte, der vor allem in der Komposition der zweiten Stimme bestand. John Lennon zählte das Stück zu seinen Favoriten. In einem Interview mit dem Musikmagazin Rolling Stone aus dem Jahr 1970 nannte er dafür den Grund, dass das Lied „wirklich“ sei, der Text sei noch so gut wie zur Zeit, als er ihn geschrieben habe.

„Das war eben nur ich, der Help! sang, und ich habe es genau so gemeint.“

In seinem letzten großen Interview aus dem Jahr 1980 griff Lennon diesen Gedanken wieder auf und ergänzte ihn um die Erkenntnis, dass er damals unbewusst tatsächlich um Hilfe gerufen habe. Der Text spiegelt die Unsicherheit wider, in der sich Lennon damals befand. Im Interview bezeichnete Lennon diese Zeit als seine „Fat-Elvis-Periode“.

„Schauen Sie sich den Film an. Er ist […] ich bin sehr fett, sehr unsicher und total im Eimer. Und ich singe über die Zeiten, als ich so viel jünger war und all das, stelle rückblickend fest, wie leicht es mal war.“

## Aufnahme
Die Aufnahmen für Help! fanden am 13. April 1965 in Studio 2 der Abbey Road Studios in London unter der Leitung von George Martin statt. Verantwortlicher Toningenieur war Norman Smith. Verwendet wurde ein 4-Spur-Rekorder. John Lennon sang die Hauptstimme und spielte eine zwölfsaitige akustische Gitarre, Paul McCartney spielte E-Bass, George Harrison spielte die Leadgitarre und Ringo Starr spielte Schlagzeug. Wer das Tamburin spielte, ist strittig. McCartney und Harrison sangen gemeinsam die zweite Stimme.
Insgesamt benötigte die Gruppe zwölf Takes, um das Lied aufzunehmen. Die ersten acht waren erforderlich, um das Grundgerüst aufzunehmen, während der weiteren vier Takes wurden verschiedene Overdubs, unter anderem eine zweite Stimme von Lennon und die Backing Vocals von McCartney und Harrison aufgenommen. Da Harrison beim Spielen einer Gitarrenpassage Schwierigkeiten hatte, aber keine der vier Spuren mehr frei war, um sie separat aufzunehmen, fand mittels des sogenannten „Bouncing“ eine Überspielung der originalen vier Spuren auf ein frisches Tonband statt, wobei die zuvor zwei getrennten Gesangsspuren auf eine neue Spur zusammengemischt wurden. Die Instrumente blieben auf zwei getrennten Spuren, womit eine Spur gewonnen war, auf die Harrison seine Leadgitarre einspielen konnte.
Am 18. April 1965 fertigte George Martin die Monoabmischungen des Stücks an. Die Stereoabmischung folgte am 18. Juni 1965. Für die Stereofassung wurde dabei eine andere Gesangsspur verwendet. Der Unterschied besteht in einer Textänderung – Lennon singt in der Stereoversion „but“ statt „and“ (zu hören bei 0:21 min Spielzeit) – und einer geänderten Phrasierung der Worte „changed my mind“ (zu hören bei 0:27 min Spielzeit). In den USA ergänzte der bei Capitol Records tätige Musikproduzent Dave Dexter das Stück um ein Intro, das James Bond Theme. In dieser Version wurde es auf den amerikanischen Alben veröffentlicht.

## Veröffentlichungen
- Help! wurde am 19. Juli 1965 in den USA und am 23. Juli 1965 in Großbritannien als Single veröffentlicht. Auf der B-Seite befand sich die Lennon/McCartney-Komposition I’m Down.
- Im August 1965 erschien das Lied auf dem Soundtrackalbum Help!.
- Ein weiteres Mal wurde Help! im Dezember 1966 auf der Kompilation A Collection of Beatles Oldies veröffentlicht. In den kommenden Jahren wurde es für folgende Kompilationsalben der Beatles verwendet: 1962–1966 (1973), 20 Greatest Hits (1982) und 1 (2000).
- Das Lied gehörte während der Nordamerika-Tournee 1965 zum Liverepertoire der Beatles, und eine Liveversion vom Konzert am 29. August 1965 in der Hollywood Bowl in Hollywood erschien am 4. Mai 1977 auf dem Album The Beatles at the Hollywood Bowl.
- Eine weitere Liveaufnahme, vom Auftritt im ABC Theatre in Blackpool am 1. August 1965, befindet sich auf Anthology 2, das im März 1996 veröffentlicht wurde.
- Am 6. November 2015 wurde das Album 1 zum zweiten Mal wiederveröffentlicht. Dabei sind bei einigen Liedern, die von Giles Martin und Sam Okell neu abgemischt wurden, deutlich hörbare Unterschiede zu vernehmen. So wurde bei Help! die Stereoanordnung des Gesangs verändert und auf Hall wurde verzichtet.[8][9]
- Am 10. November 2023 wurde das Kompilationsalbum 1962–1966 erneut wiederveröffentlicht. Auf diesem befindet sich Help! in einer von Giles Martin und Sam Okell 2023 neu abgemischten Version.

## Musikvideo
Die Beatles drehten einen Promotion-Film für das Lied am 23. November 1965, vier Monate nach der Singleveröffentlichung, in den Twickenham Film Studios in London. Regisseur war Joe McGrath. Das Schwarz-Weiß-Musikvideo wurde an Fernsehsender versandt.

## Kommerzieller Erfolg

### Chartplatzierungen
| ChartsChartplatzierungen       | Höchstplatzierung | Wochen/ Monate |
| ------------------------------ | ----------------- | -------------- |
| Deutschland (GfK)              | 2 (5 Mt.)         | 5 Mt.          |
| Österreich (Ö3)                | 5 (3 Mt.)         | 3 Mt.          |
| Vereinigte Staaten (Billboard) | 1 (13 Wo.)        | 13 Wo.         |
| Vereinigtes Königreich (OCC)   | 1 (21 Wo.)        | 21 Wo.         |

| ChartsJahrescharts (1965)      | Platzierung |
| ------------------------------ | ----------- |
| Deutschland (GfK)              | 13          |
| Vereinigte Staaten (Billboard) | 7           |

### Auszeichnungen für Musikverkäufe
| Land/Region                  | Auszeichnungen für Musikverkäufe (Land/Region, Auszeichnung, Verkäufe) | Verkäufe  |
| ---------------------------- | ---------------------------------------------------------------------- | --------- |
| Dänemark (IFPI)              | Gold                                                                   | 45.000    |
| Italien (FIMI)               | Gold                                                                   | 50.000    |
| Neuseeland (RMNZ)            | Gold                                                                   | 15.000    |
| Spanien (Promusicae)         | Gold                                                                   | 30.000    |
| Vereinigte Staaten (RIAA)    | Gold                                                                   | 1.000.000 |
| Vereinigtes Königreich (BPI) | Silber (Physisch) · + Platin (Digital)                                 | 1.200.000 |
| Insgesamt                    | 1× Silber · 5× Gold · 1× Platin ·                                      | 2.340.000 |

## Coverversionen
Wie bei vielen Stücken der Beatles wurden auch von Help! zahlreiche Coverversionen aufgenommen. Es wurden über 280 Coverversionen von Help! veröffentlicht. So veröffentlichte die Band Deep Purple im Jahr 1968 eine Fassung auf ihrem Debütalbum Shades of Deep Purple. Tina Turner nahm 1984 eine Version für ihr Album Private Dancer auf. Die britische Girlband Bananarama nahm 1989 gemeinsam mit Lananeeneenoonoo für ein Benefizprojekt eine Version auf, die sich erfolgreich in den Hitparaden platzieren konnte. Neil Innes verfasste für die Rutles eine Parodie mit dem Titel Ouch!, die in Melodie und Arrangement stark an das Original angelehnt ist. In der seit 2015 im ZDF ausgestrahlten Krankenhausserie Bettys Diagnose dient eine Coverversion als Titelmelodie.